# Montmajor
Montmajor è un comune spagnolo di 466 abitanti situato nella comunità autonoma della Catalogna.